# Elizabeth Fries Ellet

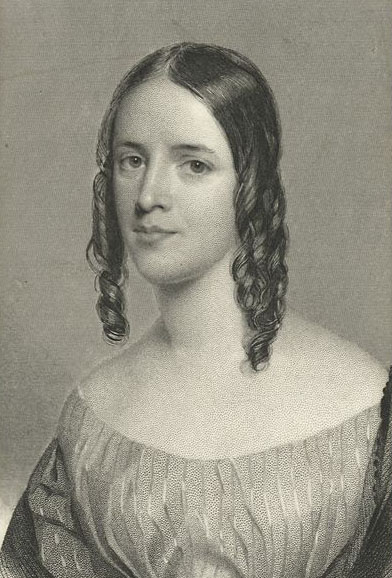
Elizabeth Ellet, Gravur von Benson John Lossing

Elizabeth Fries Lummis Ellet (* 18. Oktober 1818 in Sodus Point, Wayne County, New York; † 3. Juni 1877 in New York City) war eine US-amerikanische Autorin, Historikerin und Dichterin. Sie war die erste Schriftstellerin, die das Leben von Frauen aufzeichnete, die am Amerikanischen Revolutionskrieg beteiligt waren.

## Leben
Elizabeth Fries Lummis wurde 1818 als Tochter von Sarah Maxwell (1780–1849), der Tochter des Unabhängigkeitskämpfers John Maxwell, geboren. Ellets Vater war William Nixon Lummis (1775–1833), ein prominenter Arzt, der in Philadelphia bei Benjamin Rush Medizin studiert hatte. Anfang 1800 verließ Lummis Philadelphia und erwarb das Anwesen Pulteney in Sodus Point.
Elizabeth Lummis besuchte das Aurora Female Seminary in Aurora, Cayuga County, New York, wo sie unter anderem Französisch, Deutsch und Italienisch studierte. Ihre erste veröffentlichte Arbeit im Alter von 16 Jahren war eine Übersetzung von Silvio Pellicos Euphemio von Messina.
1835 veröffentlichte Elizabeth Lummis ihr erstes Buch mit dem Titel Poems, Translated and Original, zu dem auch ihre Tragödie Teresa Contarini gehörte, die auf der Geschichte Venedigs basierte und in New York und anderen Städten erfolgreich aufgeführt wurde. Zu dieser Zeit heiratete sie William Henry Ellet (1806–1859), einen Chemiker aus New York City. Das Paar zog nach Columbia, South Carolina, als er 1836 zum Professor für Chemie, Mineralogie und Geologie am South Carolina College ernannt wurde.
Während dieser Zeit veröffentlichte Ellet mehrere Bücher. 1839 schrieb sie The Characters of Schiller, eine kritische Abhandlung über Friedrich Schiller, die auch ihre Übersetzung vieler seiner Gedichte enthielt. 1840 verfasste sie Scenes in the Life of Joanna of Sicily, eine Geschichte des Lebensstils des weiblichen Adels, und Rambles about the Country, eine lebendige Beschreibung der Landschaften, die sie auf ihren Reisen durch die Vereinigten Staaten beobachtet hatte. Sie schrieb weiterhin Gedichte, Übersetzungen und Essays über europäische Literatur und diverse andere Genres, die sie in der American Monthly, der North American Review, dem Southern Literary Messenger, der Southern Quarterly Review und anderen Zeitschriften veröffentlichte.
1845 verließ Ellet ihren Mann im Süden und zog zurück nach New York City, wo sie sich dem von Anne Lynch Botta organisierten Kreis der dortigen Schriftstellerinnen und Schriftsteller wie Margaret Fuller, Edgar Allan Poe, Rufus Wilmot Griswold, Anna Cora Mowatt und Frances Sargent Osgood anschloss.

### Skandal um Edgar Allan Poe
In dieser Zeit war Ellet in einen Skandal verwickelt, in den Edgar Allan Poe und Frances Sargent Osgood verwickelt waren, die beide mit anderen verheiratet waren. Über die Einzelheiten des Skandals und den Ablauf der Ereignisse gibt es unterschiedliche Angaben. Zu dieser Zeit war Poe dank seines Werks Der Rabe auf dem Höhepunkt seines Ruhmes. Eine Reihe von Frauen aus der literarischen Gesellschaft schickten ihm Briefe, darunter Ellet und Osgood. Einige der Briefe könnten kokett oder amourös gewesen sein. Ellet verbrachte auch Zeit mit Poe und diskutierte mit ihm über literarische Themen. Möglicherweise fühlte sich Ellet im Wettbewerb mit Osgood um Poes Zuneigung. In dieser Zeit schrieb Poe mehrere Gedichte an und über Osgood A Valentine.
Bei einem Besuch in Poes Haus im Januar 1846 sah Ellet angeblich Briefe von Osgood, die ihr von Poes Frau Virginia gezeigt wurden, und riet Osgood daraufhin, um deren Rückgabe zu bitten, wobei sie Osgood unterstellte, dass es sich um eine Indiskretion handelte. Im Namen von Osgood baten Margaret Fuller und Anne Lynch Botta Poe, die Briefe zurückzugeben. Poe, verärgert über ihre Einmischung, schlug vor, Ellet solle sich „besser um ihre eigenen Briefe kümmern“. In einem dieser Briefe, der in deutscher Sprache verfasst war, wurde Poe aufgefordert „sie heute Abend in ihrer Wohnung abholen“, eine vermutlich verführerisch gemeinte Formulierung, die Poe jedoch entweder ignorierte oder deren Bedeutung er nicht verstand. Daraufhin sammelte er die Briefe von Ellet ein und ließ sie in ihrem Haus zurück. Obwohl ihre Briefe zurückgegeben worden waren, bat Ellet ihren Bruder, die Briefe zurückzufordern. Ihr Bruder, Colonel William Lummis, glaubte nicht, dass Poe die Briefe bereits zurückgegeben hatte, und drohte, ihn zu töten. Um sich zu verteidigen, verlangte Poe eine Pistole von Thomas Dunn English, der allerdings nicht glaubte, dass Ellet jemals Briefe an Poe geschickt hatte.
Osgoods Ehemann, Samuel Stillman Osgood, drohte, Ellet zu verklagen, falls sie sich nicht offiziell entschuldigen würde. In einem Brief an Osgood zog sie ihre Aussagen zurück: The letter shown me by Mrs Poe must have been a forgery created by Poe himself. Sie schob die ganze Schuld auf Poe und meinte, der Vorfall sei darauf zurückzuführen, dass Poe „maßlos und dem Wahnsinn verfallen“ sei. Das Gerücht, Poe sei geisteskrank, wurde von Ellet und anderen Gegnern Poes verbreitet und schließlich in den Zeitungen abgedruckt. Nachdem Osgood wieder mit ihrem Mann zusammen war, legte sich der Skandal. Poes kranke Frau Virginia war jedoch von dem Skandal tief betroffen. Bereits im Juli 1845 hatte sie anonyme Briefe, möglicherweise von Ellet, erhalten, in denen von den angeblichen Indiskretionen ihres Mannes berichtet wurde. Auf dem Sterbebett behauptete Virginia, „Mrs. E. sei ihre Mörderin“, Poe schrieb Jahre später: “I scorned Mrs. E simply because she revolted me, and to this day she has never ceased her anonymous persecutions.” Poe könnte die Kurzgeschichte Hop-Frog auch als literarische Rache an Ellet und anderen geschrieben haben.

### The Women of the American Revolution

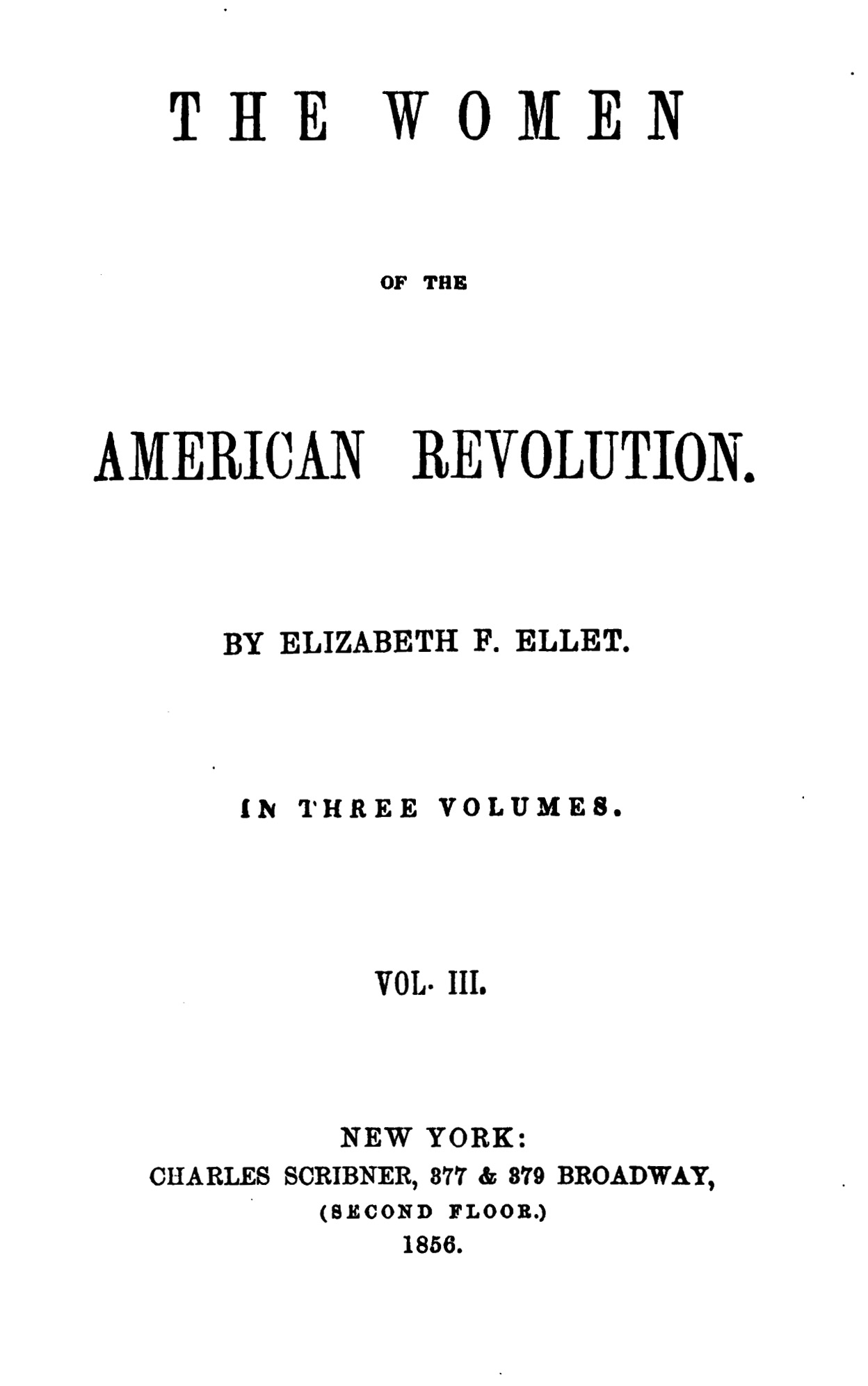
Frontispiz der Ausgabe von 1856 von The Women of the American Revolution

Um 1846 begann Ellet mit einem großen Projekt der Geschichtsschreibung: Sie wollte die Lebensgeschichten von Frauen aufzeichnen, die sich in der Amerikanischen Revolution engagiert hatten. Dazu suchte sie nach unveröffentlichten Briefen und Tagebüchern und befragte Nachfahren von Frauen aus der Revolutionszeit und aus dem Grenzgebiet. Sie stellte fest, dass es „eine Fülle von Materialien für die [männliche] Geschichte des Handelns“ gab, und versuchte, ein Gleichgewicht herzustellen, indem sie die weibliche Seite erzählte, indem sie die Founding Mothers als die charakterisierte, die „nurture in the domestic sanctuary of that love of civil liberty which afterwards kindled into a flame and shed light on the world“.
Sie fand so viele Informationen über Patriotinnen, dass die erste Ausgabe von The Women of the American Revolution (1848) in zwei Bänden veröffentlicht werden musste. Diese Bände wurden gut aufgenommen, und ein dritter Band mit zusätzlichem Material wurde 1850 veröffentlicht. Spätere Historiker betrachten diese Bände als ihr wichtigstes Werk. Ellet verfasste auch die Domestic History of the American Revolution, die dasselbe Material in narrativer Form zusammenfasst und ebenfalls 1850 veröffentlicht wurde.
Ellet erzählte Geschichten von Frauen aus allen Kolonien und aus allen Gesellschaftsschichten, mit Ausnahme der Afroamerikanerinnen, deren Rolle sie ausklammerte. Einige der Frauen, über die sie schrieb, wie z. B. Martha Washington, Abigail Adams, Mercy Otis Warren und Ann Eliza Bleecker, waren auf ihre Weise berühmt. Sie schrieb aber auch über Frauen, die weniger bekannt waren: die Ehefrauen von abwesenden Kämpfern, die trotz britischer Angriffe tapfer Kinder aufzogen und ihre Heimat verteidigten. Sie schrieb: „It is almost impossible now to appreciate the vast influence of woman’s patriotism upon the destinies of the infant republic“.
Der Anthologe und Kritiker Rufus Wilmot Griswold hatte Ellet bei der Erstellung des Buches unterstützt und ihr Zugang zu den Unterlagen der New-York Historical Society gewährt, deren Mitglied er war. Sie anerkannte seine Hilfe nicht, was Griswold verärgerte. In einer Rezension schrieb Griswold: „With the assistance of a few gentlemen more familiar than herself with our public and domestic experience, she has made a valuable and interesting work.“ Das Buch dient auch in der modernen Geschichtsschreibung noch als Referenz.
Ellet war der Ansicht, dass Frauen die Geschichte prägend über „positive Affekte“ und „Gefühl“ beeinflussen. Allerdings war ihr bewusst, dass das schwer zu fassen ist: „History can do it no Justice.“

### Andere Arbeiten

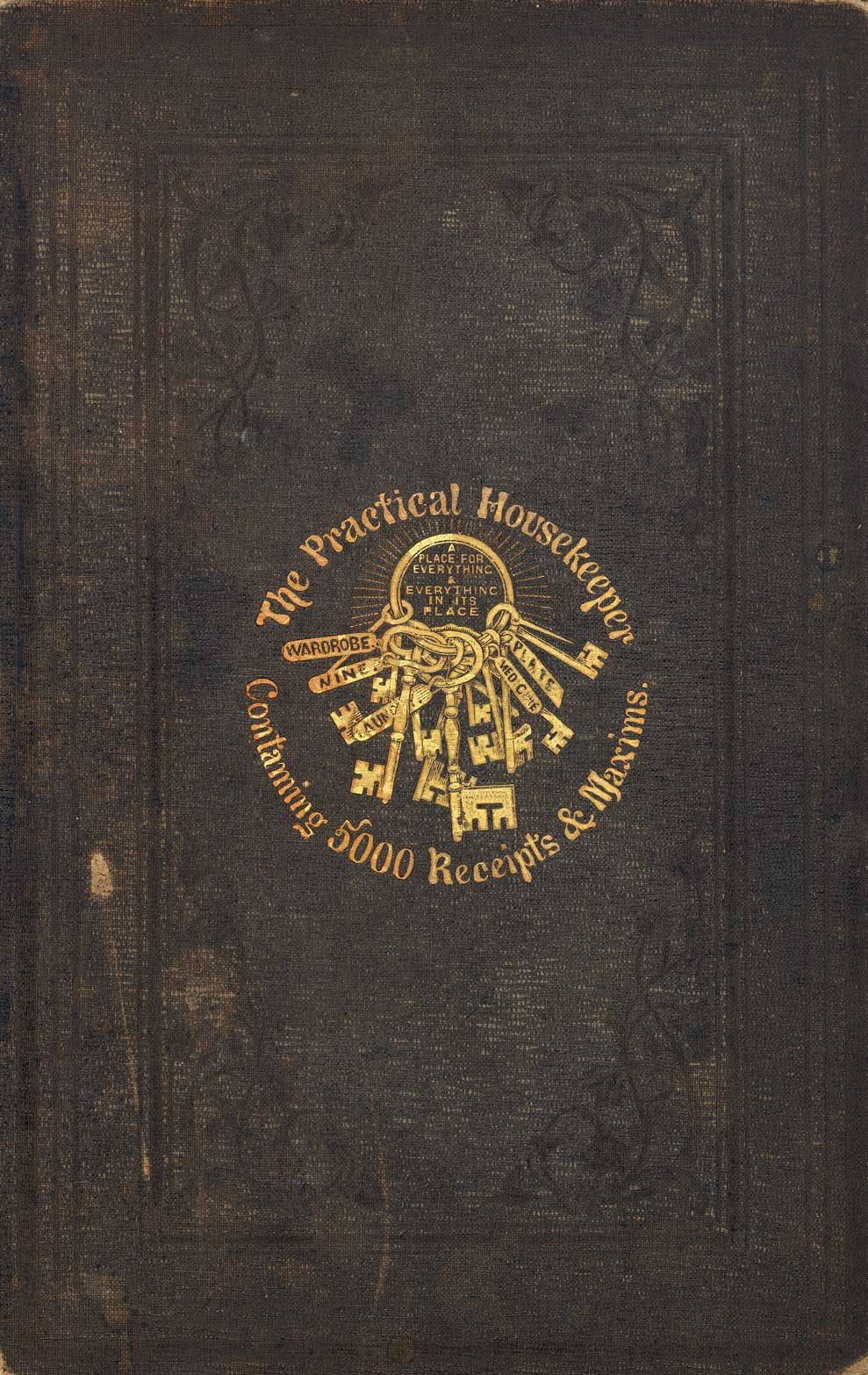
Titel von The Practical Housekeeper (1857)

Nach der Anerkennung für das Geschichtswerk verfasste Ellet 1849 das Buch Family Pictures from the Bible. 1850 schrieb sie Evenings at Woodlawn, eine Sammlung deutscher Legenden und Traditionen, und Domestic History of the American Revolution, die möglicherweise einzige Geschichte der Amerikanischen Revolution, die sowohl aus der Perspektive von Männern als auch von Frauen erzählt wird. Von 1851 bis 1857 schrieb sie Watching Spirits, Pioneer Women of the West, Novelettes of the Musicians und Summer Rambles in the West. Das letztgenannte Buch wurde durch eine Bootsfahrt auf dem Minnesota River im Jahr 1852 inspiriert. Die Stadt Eden Prairie, Minnesota, wurde nach einer Bezeichnung von Ellet benannt und hat ihr zu Ehren einen Naturlehrpfad angelegt.
1857 veröffentlichte Ellet eine 600-seitige Enzyklopädie der amerikanischen Hauswirtschaft mit dem Titel The Practical Housekeeper. Der Leitfaden, der sich offenbar an Leser der Mittel- und Oberschicht richtete, war in drei Teile gegliedert: Kochen, Haushaltsführung und pharmazeutische Fragen. Der Inhalt umfasste Tausende von Rezepten und Ratschlägen mit Verweisen auf Philosophen, Wissenschaftler und alte Zivilisationen. Außerdem enthielt das Buch fünfhundert Holzstiche zur Illustration. Im Vorwort schrieb sie: „No complete system of Domestic Economy, within the limits of a convenient manual, has been published in this country.“
Zu ihren späteren Werken gehören Women Artists in All Ages and Countries (1859), eines der ersten Bücher über die Geschichte von Künstlerinnen. Sie schrieb The Queens of American Society (1867) und Court Circles of the Republic (1869), ein Blick auf das gesellschaftliche Leben von achtzehn Präsidenten von George Washington bis Ulysses S. Grant.

### Späte Jahre

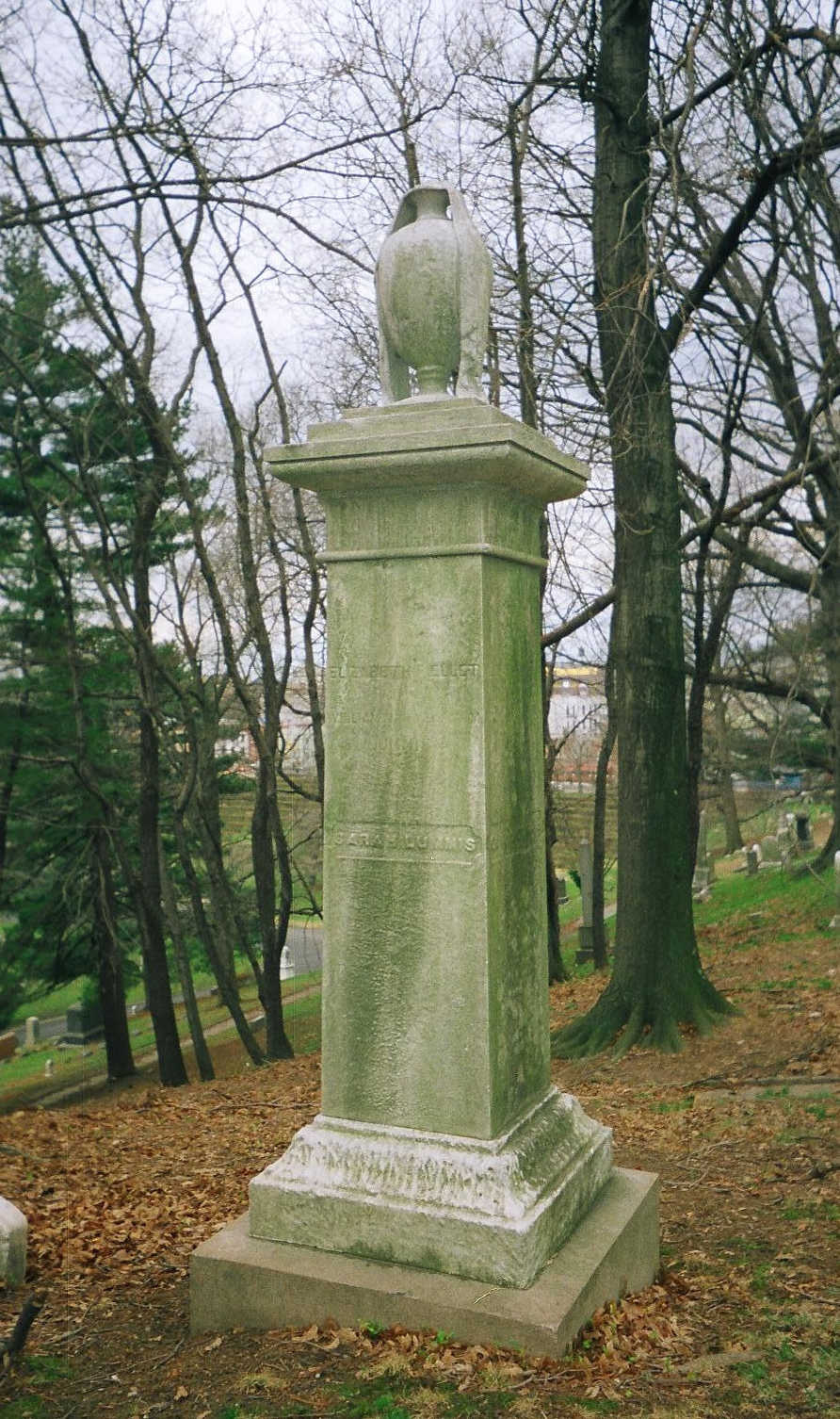
Grab von Elizabeth Ellet auf dem Green-Wood Cemetery, Brooklyn

Ab 1850 lebten Ellet und ihr Mann wieder zusammen in New York, wo er seine letzten Jahre als chemischer Berater für die Manhattan Gas Company verbrachte.
Ellet wurde 1852 in den Scheidungsprozess zwischen Rufus Griswold und seiner zweiten Frau, Charlotte Myers, verwickelt. Ellet und Ann S. Stephens schrieben an Myers und forderten sie auf, der Scheidung nicht zuzustimmen, und auch an Harriet McCrillis, die Griswold nach der Scheidung heiraten wollte, um ihre Beziehung zu ihm zu beenden. Nachdem die Scheidung bewilligt worden war, schrieben Ellet und Stephens weiter an Myers und überzeugten sie, die Scheidung am 23. September 1853 aufzuheben. Am 24. Februar 1856 wurde der Fall vor Gericht verhandelt, wobei Ellet und Stephens eine lange Zeugenaussage gegen Griswolds Charakter machten. Weder Griswold noch Myers waren anwesend, und die Berufung wurde abgewiesen.
1857 löste Ellet Ann Stephens als Literaturredakteurin des New York Evening Express ab. Ellets Mann starb zwei Jahre später, 1859. Sie schrieb weiter, und obwohl sie keine Kinder hatte, förderte sie Wohltätigkeitsorganisationen für verarmte Frauen und Kinder über das Sammeln von Spenden in öffentlichen Auftritten. Die meiste Zeit ihres Lebens war sie Mitglied der Episcopal Church in the USA, konvertierte aber in ihren späteren Jahren zum Katholizismus.
Ellet starb 1877 an einer Nephritis. Sie wurde neben ihrem Mann auf dem Green-Wood Cemetery in Brooklyn beerdigt.

## Werke (Auswahl)
Eine Werkliste wird im Projekt Historic American der Michigan State University geführt.
- Euphemio of Messina (1834), Übersetzung
- Poems, Translated and Original (1835), beinhaltet das Drama Teresa Conarini
- The Characters of Schiller (1839)
- Joanna of Sicily (1840)
- Rambles about the Country (1840)
- The Women of the American Revolution (1848–50) (3 Bände)
- Evenings at Woodlawn (1849)
- Family Pictures from the Bible (1849)
- Domestic History of the American Revolution (1850)
- Watching Spirits (1851)
- Nouvelettes of the Musicians (1851)
- Pioneer Women of the West (1852)
- Summer Rambles in the West (1853)
- The Practical Housekeeper (1857)
- Women Artists in All Ages and Countries (1859)
- The Queens of American Society (1867)
- Court Circles of the Republic (1869)